# Казимир Лис
Казимир Лис (9. април 1910 — 15. јул 1998) био је пољски фудбалер.
Играо је током 1930-их и крајем 1940-их за Варту Познањ током златних дана клуба - био је то један од најбољих тимова у Пољској (1935. године био је трећи у укупном пласману, 1938. године - други). Лис је био члан резервног тима Пољске на Светском првенству у фудбалу 1938. у Француској и на крају није уврштен у коначан списак. Лис је такође играо у Варти после Другог светског рата, а 1947. године био је члан тима који је освојио титулу првака.